# Ekaterina Kovalevskaïa
Pour les articles homonymes, voir Kovalevskaïa.
Ekaterina Valentinovna Kovaleskaïa (en russe : Екатерина Валентиновна Ковалевская) est une joueuse d'échecs russe née le 17 avril 1974 à Rostov-sur-le-Don. Elle a les titres de grand maître international féminin et de maître international mixte.
Au 1er juillet 2016, elle est la 27e joueuse mondiale avec un classement Elo de 2 466.

## Biographie et carrière

### Championne de Russie
Championne de Russie en 1994 et 2000, Kovalevskaïa a obtenu le titre de maître international (mixte) en 2004. 
Elle remporta à deux reprises la médaille d'argent au championnat d'Europe d'échecs individuel féminin (en 2003 et 2004).

### Championnats du monde féminins
Kovalevskaïa fut finaliste du championnat du monde d'échecs féminin en 2004.
| Année | Lieu                    | Résultat                            | Ultime adversaire   | Adversaires battues                                                           |
| ----- | ----------------------- | ----------------------------------- | ------------------- | ----------------------------------------------------------------------------- |
| 2000  | New Delhi               | Demi-finaliste                      | Xie Jun             | Ella Pitam, Marta Zielińska tatiana Vassilievitch, Peng Zhaoqin               |
| 2001  | Moscou                  | troisième tour (huitième de finale) | Nino Khourtsidzé    | Shadi Paridar, Lilit Mkrtchian                                                |
| 2004  | Elista                  | Finaliste                           | Antoaneta Stefanova | Carolina Lujan, Olga Alexandrova Kateryna Lagno Ketino Kachiani, Humpy Koneru |
| 2006  | Iekaterinbourg, Russie  | quatrième tour (quart de finale)    | Xu Yuhua            | Sulennis Piña Vega Maria Koursova Peng Zhaoqin                                |
| 2012  | Khanty-Mansiïsk, Russie | premier tour                        | Alissa Galliamova   |                                                                               |
| 2015  | Sotchi                  | deuxième tour                       | Viktorija Cmilyte   | Nino Khourtsidzé                                                              |
| 2017  | Téhéran                 | premier tour                        | Inna Gaponenko      |                                                                               |

### Compétitions par équipe
Ekaterina Kovaleskaïa a représenté la Russie lors de deux championnats d'Europe par équipe :
- en 2005 (au troisième échiquier) : médaille de bronze par équipe et
- en 2007 (au quatrième échiquier) : médaille d'or par équipe.

Ekaterina Kovaleskaïa a participé à six olympiades féminines :
- en 1994, elle était remplaçante ;
- en 1998, au deuxième échiquier : médaille d'argent par équipe et de bronze individuelle ;
- en 2000, au deuxième échiquier : médaille de bronze par équipe ;
- en 2002, au premier échiquier : médaille d'argent par équipe ;
- en 2004, au troisième échiquier : médaille de bronze par équipe ;
- en 2006, remplaçante : médaille d'argent par équipe.

Lors des championnats du monde par équipe, elle remporta deux médailles d'argent par équipe (en 2007 et 2009) et une médaille d'or individuelle au quatrième échiquier (en 2007).

### Tournois individuels
Kovaleskaïa a remporté les tournois de Kstovo en 1999 et de Belgrade en 2000.